# Elisabeth xứ Pomerania
Elisabeth xứ Pomerania (khoảng 1347 - 15 tháng 4 năm 1393) là người vợ thứ tư và cuối cùng của Karl IV, Hoàng đế La Mã thần thánh và vua của Bohemia. Cha mẹ bà là Bogislaw V, Công tước xứ Pomerania và Elisabeth của Ba Lan. Ông bà ngoại của bà là Casimir III, Quốc vương Ba Lan và Aldona của Litva. Thân thế của bà hầu như không có ghi chép và lai lịch rõ ràng nên tiểu sử về bà còn là một điều nghi vấn.

## Hôn nhân
Cuộc hôn nhân của Karl và Elisabeth được tổ chức vào ngày 21 tháng 5 năm 1363 tại Kraków, chỉ một năm sau cái chết của người vợ thứ ba của Charles (Karl), Anne xứ Schweidnitz. Cô dâu 16 tuổi, trong khi chú rể 47 tuổi. Charles kết hôn với Elisabeth chủ yếu vì lý do ngoại giao, vì cuộc hôn nhân đã giúp phá vỡ liên minh chống Séc do Rudolf IV, Công tước Áo, với các vị vua Ba Lan và Hungary làm người tham gia. Vào ngày 18 tháng 6 năm 1363 tại thủ đô Prague của Prague, Elisabeth lên ngôi Nữ hoàng của Bohemia và 5 năm sau, vào ngày 1 tháng 11 năm 1368, bà cũng được trao vương miện của Hoàng đế La Mã thần thánh ở Rome bởi Giáo hoàng Urban V.
Bà sinh ra tám người con:
- Anne của Bohemia, Vương hậu Anh (1366 -1394), người đã kết hôn với Richard II của Anh.
- Sigismund (1368 -1437), Hoàng đế La Mã thần thánh và Vua của Bohemia và Hungary.
- John (1369 - 23 tháng 7 năm 1385).
- John of Görlitz (1370 -1394), bên lề Moravia và công tước của Görlitz, người kết hôn với Richardis Catherine của Thụy Điển.
- Charles (13 tháng 3 năm 1372 Từ 24 tháng 7 năm 1373).
- Margarete xứ Bohemia (1373 -1410), người đã kết hôn với Johann III, Burgrave của Nichberg.
- Mary (1375 - 24 tháng 7 năm 1385).

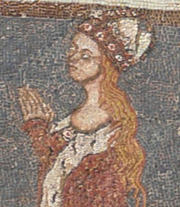
Elisabeth xứ Pomerania.

- Henry (1377 -1378).

## Làm Hoàng hậu
Elisabeth được cho là một người rất mạnh mẽ, tự tin và mạnh mẽ về thể chất. Mối quan hệ giữa Elisabeth và Charles được mô tả là tốt đẹp và hài hòa. Trong căn bệnh hiểm nghèo của Charles năm 1371, Elisabeth đã thực hiện một cuộc hành hương thu nhỏ bằng cách đi bộ đến nhà thờ và tặng quà trong một lời cầu nguyện cho sức khỏe của mình. Mối quan hệ tốt đẹp của họ đã được khắc họa trong nghệ thuật, như trong Noc na Karlštejně (A Night at Karlstein). Tuy nhiên, bà dường như không có bất kỳ ảnh hưởng chính trị nào: bà bị dằn vặt bởi thực tế là Charles thích con cái của mình từ cuộc hôn nhân trước.

## Góa phụ
Sau cái chết của chồng vào ngày 29 tháng 11 năm 1378 tại Prague, con trai riêng của Elisabeth, Wenceslaus IV, con trai của người vợ trước của Charles, lên ngôi. Elisabeth sau đó chăm sóc hai đứa con trai của mình, chủ yếu là Sigismund lớn tuổi, người mà bà ủng hộ trong nỗ lực trở thành vua của Hungary.
Elisabeth sống lâu hơn Charles sau 15 năm. Bà qua đời vào ngày 14 tháng 2 năm 1393 tại Hradec Králové (Königgrätz) và được chôn cất bên cạnh chồng tại Nhà thờ St. Vitus.